# Aichi E13A
Az Aichi E13A, egy a japán Aichi gyár által tervezett és épített felderítő hidroplán volt. A gépet a Japán Birodalmi Hadsereg Légi szolgálata használta főleg, és néhány darabot a Thaiföldi Haditengerészet.

## Története
A gépet 1938-ban tervezték, de 1940-ig csak a prototípusok repültek. A gép sorozatgyártása csak 1941-ben indult meg. Az anyavállalat, az Aichi mindössze 132 példányt épített, majd a gép gyártását átvette a Kyushu, ahol 1100 darab gépet építettek.

### A második világháborúban
A gépekkel a Japán Haditengerészet pilótái rendszeres, akár 15 órás őrjáratokat is repültek a második világháború folyamán. A Jake (ezt a kódnevet adták neki a szövetségesek) tengerészeti felderítőként részt vett a csendes-óceáni harcokban, ahol a háború végéig szolgálatban maradt. Részt vett a korall-tengeri csatában, a midwayi csatában és a Salamon-szigeteki csatában. Több gépet bevetettek kamikazetámadások során, de a legtöbbet lelőtték.

## Típusai
- E1 3A1: alaptípus
- E13A1-K: kétkormányos iskolagép
- E13A1a: éjszakai felderítő változat. A gépet felszerelték kipufogóláng-tompítótóval.
- E13 A1b: felszerelték levegő-felszín radarral.

## Az alkalmazó országok és a repülőgépet gyártó cégek

### Japán Birodalmi Hadsereg Légi szolgálata
Első számú és egyetlen építtető és fejlesztő. 
- Gyárak:
- Aichi:132 darab
- Kyushu:1100 darab
- Kokusho:48 darab

### Thai Királyi Légierő
Néhány géppel rendelkezett, amelyekből a legtöbbet a haditengerészet légiereje használt.

## Képgaléria

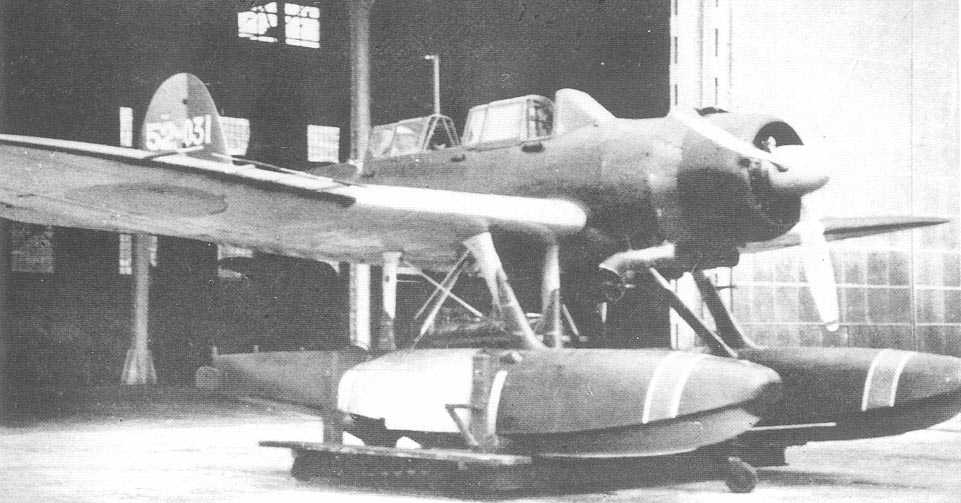
Egy E13A felderítő hidroplán a szárazföldön
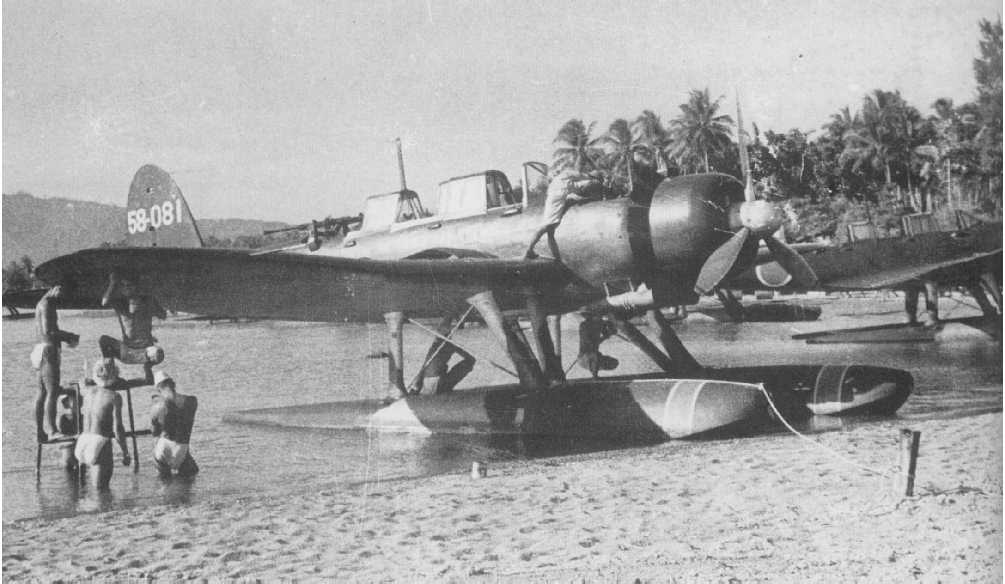
Egy E13A felderítő hidroplán
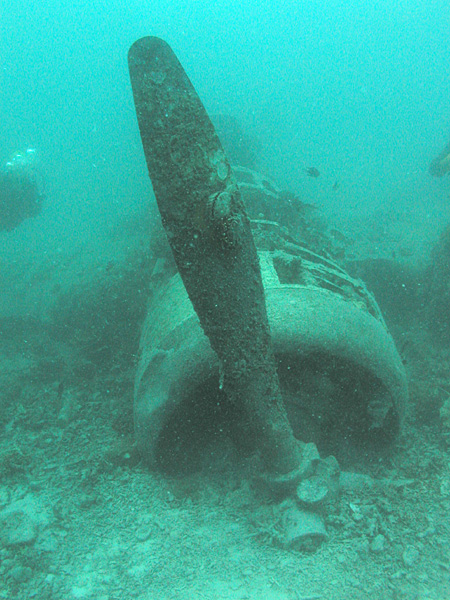
Egy E13A felderítő roncsa a tenger mélyén
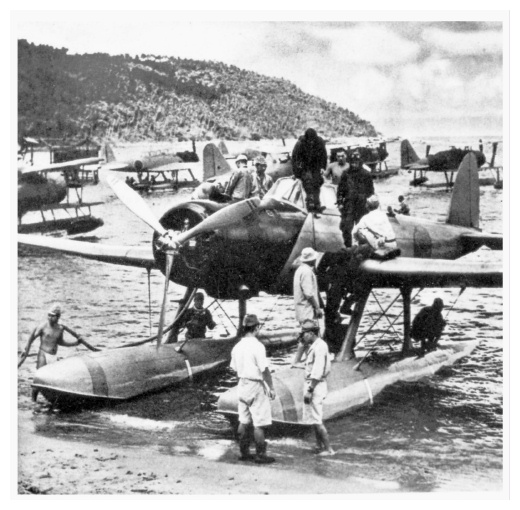
Egy hidroplán a korall-tengeri csata idején